# Enoch Poor
Enoch Poor (* 21. Juni 1736 in Andover, Province of Massachusetts Bay, Kolonie des Königreichs Großbritannien; † 8. September 1780 in Hackensack, New Jersey, USA) war ein Schiffbauer und Händler aus Exeter (New Hampshire), der als Brigadegeneral in der Kontinentalarmee im Amerikanischen Unabhängigkeitskrieg gegen die Briten kämpfte.

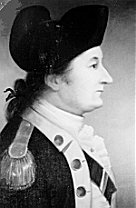
Enoch Poor. Gemälde von Ulysses Dow Tenney, 1873, nach einem früheren Porträt von Tadeusz Kościuszko.

Poor wuchs in seiner Geburtsstadt Andover in Massachusetts auf. Sein Vater nahm 1745 an dem britischen Feldzug teil, der Louisbourg während des King-George’s-Krieges einnahm. 1755 schrieb sich der junge Poor als einfacher Soldat in eine der Massachusetts Einheiten ein, die aufgestellt wurden, um Jeffrey Amhersts Expedition zu verstärken, um es im Franzosen- und Indianerkrieg wieder einzunehmen. Seine Einheit bezwang den Großen Aufruhr der Akadier und vertrieb diese aus ihrer Heimat (siehe Deportation der Akadier). Nach dem Krieg kehrte er nach Andover zurück, aber nur für kurze Zeit. Poor brannte mit Martha Osgood durch und die Jungvermählten ließen sich in Exeter nieder.
Poor unterstützte die Separatisten schon seit den Protesten gegen das Stempel-Gesetz von 1765. Er saß in der Periode der aufkeimenden Rebellion in verschiedenen Komitees der Stadt. 1775 wurde er zweimal in das Provinzparlament gewählt. Als die Schlacht von Lexington und Concorde das Parlament veranlasste, drei Miliz-Regimenter aufzustellen, wurde Poor Oberst des Zweiten New Hampshire Regimentes.
Während die anderen Regimenter unter den Obristen John Stark und James Reed nach Boston gesandt wurden, wurde das 2. Regiment in Portsmouth (New Hampshire) und Exeter stationiert. Nach der Schlacht von Bunker Hill wurde es auch nach Boston geschickt und traf am 25. Juni dort ein. Im Sommer 1775 wurde die Einheit Teil der Kontinentalarmee. Bald darauf wurde sie in das Nördliche Departement befohlen und nahm an General Richard Montgomerys Invasion von Kanada teil.
Nach der Niederlage in Kanada führte Poor die Überlebenden seines Regimentes im Frühjahr 1776 zurück ins Fort Ticonderoga. Nach einer Neuausrüstung und Auffüllung wurde die Einheit in 8. Kontinental-Regiment umbenannt und schloss sich im Dezember 1776 George Washingtons Hauptarmee in den Winterquartieren nahe Morristown (New Jersey) an.
Der Kontinentalkongress ernannte Poor am 21. Februar 1777 zum Brigadegeneral. Im Frühjahr 1777 wurde seine Brigade, die aus drei New Hampshire- und zwei New York-Regimentern bestand, zurück nach Ticonderoga gesandt. Er zog sich nach der Schlacht von Ticonderoga am 5. Juli mit dem Rest von Arthur St. Clairs Streitkräften zurück. Im Süden vereinigten sie sich mit General Horatio Gates und Poors Brigade wurde vor der Schlacht von Saratoga mit zwei Miliz-Einheiten verstärkt.
Im ersten Gefecht bei Saratoga, der Schlacht von Freemans Farm, war Poors Brigade die erste, die Daniel Morgans Angriff zu Hilfe kam. Poor hielt die amerikanische linke Flanke, indem er sich in die Wälder vorwärts bewegte und die britische Position umschloss. Sie machten einen guten Job, indem sie General Simon Frasers reguläre Truppen beschäftigt hielten, während Benedict Arnold Attacken auf die Hauptmarschkolonne ausführte.
Im zweiten Gefecht, der Schlacht von Bemis Heights, gehörte Poors Brigade zu General Benjamin Lincolns Division an der linken (westlichen) Flanke der amerikanische Front. Sie waren der Spitze der vorrückenden Briten am nächsten, so dass sie unter dem Feuer des Grenadier-Bataillons der britischen Mitte lagen. Das Feuer war jedoch ineffektiv, so dass Major John Dyke Acland die Grenadiere in einen Bajonett-Angriff führte. Poor ließ nicht feuern, bis sie sehr nahe waren und eröffnete dann das Feuer mit einer Salve aller seiner 1400 Männer. Das waren die ersten amerikanischen Schüsse während dieser Schlacht. Der Angriff wurde komplett zerschlagen und Acland wurde schwer verwundet. Nach diesem Zusammenbruch von Burgoynes Mitte nahmen die Amerikaner die verwundeten britischen Majore Acland und Williams gefangen und erbeuteten deren Artillerie. Poor wandte sich dann nach links und unterstützte Ebenezer Learneds und Daniel Morgans Männer.
Enoch Poors Brigade verbrachte den Winter wieder mit der Hauptarmee, diesmal in Valley Forge. Er führte am 28. Juni 1778 die letzten Manöver in der Schlacht von Monmouth an. 1779 schloss er sich der Sullivan-Expedition an, bei der er eine Brigade bei dem Sieg in der Schlacht von Newton kommandierte.
Danach gehörte Poor der Division des Marquis de La Fayette an und versah vor allem Garnisonsdienste in New Jersey. Einige Quellen behaupten, Poor sei in einem Duell nahe Hackensack am 6. September 1780 angeschossen worden und zwei Tage später an der Verwundung gestorben, obwohl der Militärarzt meldete, Poor sein an Typhus gestorben. Poor wurde auf dem Kirchhof der Ersten Reformierten Kirche in Hackensack beigesetzt. George Washington und Lafayette waren bei seiner Beerdigung anwesend. Als Washington dem Kongress schrieb, um über Poors Tod zu unterrichten, schrieb er nieder: „Er war ein Offizier mit herausragenden Verdiensten, ein Bürger und Soldat, der jedes Anrecht auf die Wertschätzung und Hochachtung seines Landes erworben hat.“
| Personendaten    | Personendaten                             |
| ---------------- | ----------------------------------------- |
| NAME             | Poor, Enoch                               |
| KURZBESCHREIBUNG | US-amerikanischer Schiffbauer und Händler |
| GEBURTSDATUM     | 21. Juni 1736                             |
| GEBURTSORT       | Andover, Massachusetts                    |
| STERBEDATUM      | 8. September 1780                         |
| STERBEORT        | Hackensack, New Jersey                    |